# Brasiliputo grandis
Brasiliputo grandis är en insektsart som först beskrevs av Hempel 1900.  Brasiliputo grandis ingår i släktet Brasiliputo och familjen ullsköldlöss. Inga underarter finns listade i Catalogue of Life.